# Anders Bergström (Skilangläufer)
Anders Bergström (* 4. September 1968 in Los) ist ein ehemaliger schwedischer Skilangläufer.

## Werdegang
Bergström, der für den Domnarvets GIF und den Falun-Borlänge SK startete, gewann bei den Junioren-Weltmeisterschaften 1988 in Saalfelden mit der schwedischen Langlaufstaffel die Bronzemedaille. Er debütierte im Januar 1989 in Kavgolovo im Skilanglauf-Weltcup. Dort belegte er den 12. Platz über 15 km klassisch und holte damit seine ersten Weltcuppunkte. In der Saison 1993/94 errang er den 20. Platz im Gesamtweltcup. Dabei erreichte er in Lahti mit dem dritten Platz über 15 km Freistil seine erste Podestplatzierung im Weltcup. Bei den Olympischen Winterspielen 1994 in Lillehammer kam er auf den 22. Platz über 30 km Freistil und auf den sechsten Rang mit der Staffel. Im Jahr 1995 wurde er schwedischer Meister über 50 km. Sein bestes Resultat bei den Nordischen Skiweltmeisterschaften 1995 in Thunder Bay war der achte Platz über 50 km Freistil. In der Saison 1995/96 kam er im Weltcup viermal unter die ersten Zehn, darunter Platz drei über 50 km klassisch in Oslo und belegte zum Saisonende den 13. Rang im Gesamtweltcup. In der folgenden Saison errang er den jeweils den 12. Platz im Gesamt und im Sprintweltcup. Dabei war der vierte Platz über 15 km klassisch in Falun sein bestes Einzelresultat. Seine besten Ergebnisse beim Saisonhöhepunkt den Nordischen Skiweltmeisterschaften 1997 in Trondheim waren der sechste Platz über 50 km klassisch und der fünfte Rang mit der Staffel. Bei den Olympischen Winterspielen 1998 in Nagano gelang ihn der 23. Platz über 30 km klassisch. In seiner letzten Saison 1998/99 kam er im Weltcupeinzel achtmal unter die ersten Zehn. Dabei belegte er in Otepää über 15 km klassisch den dritten Platz und holte über 30 km klassisch in Falun seinen einzigen Weltcupeinzelsieg. Zudem siegte er in Muonio und in Falun mit der Staffel und belegte in Davos den zweiten Platz mit der Staffel. Seine besten Platzierung bei den Nordischen Skiweltmeisterschaften 1999 in Ramsau am Dachstein war jeweils der sechste Platz über 30 km Freistil und mit der Staffel. Zum Saisonende erreichte er den 13. Platz im Sprintweltcup, den sechsten Platz im Gesamtweltcup und den vierten Rang im Langdistanzweltcup.

## Weltcupsiege im Einzel
| Nr. | Datum         | Ort   | Disziplin       |
| --- | ------------- | ----- | --------------- |
| 1.  | 13. März 1999 | Falun | 30 km klassisch |

## Teilnahmen an Weltmeisterschaften und Olympischen Winterspielen

### Olympische Spiele
- 1994 Lillehammer: 6. Platz Staffel, 22. Platz 30 km Freistil
- 1998 Nagano: 23. Platz 30 km klassisch

### Nordische Skiweltmeisterschaften
- 1995 Thunder Bay: 4. Platz Staffel, 8. Platz 50 km Freistil, 9. Platz 15 km Verfolgung, 13. Platz 30 km klassisch, 17. Platz 10 km klassisch
- 1997 Trondheim: 5. Platz Staffel, 6. Platz 50 km klassisch, 7. Platz 15 km Verfolgung, 9. Platz 30 km Freistil, 15. Platz 10 km klassisch
- 1999 Ramsau: 6. Platz Staffel, 6. Platz 30 km Freistil, 9. Platz 50 km klassisch, 23. Platz 10 km klassisch

### Weltcup-Gesamtplatzierungen
| Saison  | Gesamt | Gesamt | Sprint | Sprint | Langdistanz | Langdistanz |
| Saison  | Punkte | Platz  | Punkte | Platz  | Punkte      | Platz       |
| ------- | ------ | ------ | ------ | ------ | ----------- | ----------- |
| 1988/89 | 4      | 50.    | –      | –      | –           | -           |
| 1991/92 | 3      | 47.    | –      | –      | –           | -           |
| 1992/93 | 3      | 96.    | –      | –      | –           | -           |
| 1993/94 | 120    | 20.    | –      | –      | –           | -           |
| 1994/95 | 127    | 24.    | –      | –      | –           | -           |
| 1995/96 | 252    | 13.    | –      | –      | –           | -           |
| 1996/97 | 265    | 12.    | 113    | 12.    | 76          | 14.         |
| 1997/98 | 78     | 31.    | 48     | 31.    | 30          | 29.         |
| 1998/99 | 454    | 6.     | 193    | 13.    | 261         | 4.          |